# Antonov An-72
Dimensions
L'Antonov An-72 (Code OTAN : Coaler) est un avion de transport d'origine soviétique.

## Conception
Originellement destiné à remplacer l'Antonov An-26, les études concernant le développement de l'An-72 débutèrent dans les années 1970. Deux prototypes furent construits. Le premier effectua son premier vol le 22 décembre 1977. Le second appareil fut présenté au salon du Bourget de 1979.
En novembre et décembre 1983, trois pilotes soviétiques opérant par paire établirent 17 nouveaux records officiels dans le domaine de la vitesse ascensionnelle avec charge, à bord d'un An-72.
Fin 1995, plus de 160 An-72 et An-74 avaient été livrés dont la plupart en version militaire.

## Description
L'An-72 est un biréacteur à ailes hautes et empennage en T. L'une des particularités de l'appareil concerne la position de ses turboréacteurs double flux : ceux-ci sont en effet placés de telle façon que les gaz sortant du réacteur soufflent l'extrados de l'aile (effet Coandă). Cette disposition particulière, visiblement inspirée de l'appareil expérimental américain Boeing YC-14, lui confère ainsi des capacités de décollage et d'atterrissage courts.
L'An-72 étant un avion cargo, il possède une rampe de chargement à l'arrière du fuselage. Il peut cependant recevoir 32 passagers installés le long des parois, ou 24 civières.

## Variantes
- An-72 (Code OTAN : Coaler-A) : Prototypes et exemplaires de présérie (2+8 exemplaires).
- An-72A (Code OTAN : Coaler-C) : Variante légèrement agrandie.
- An-72P (aussi appelée An-76) : Variante de patrouille maritime.
- An-74 (Code OTAN : Coaler-B) : Variante adaptée au vol tous temps et à l'assistance aux expéditions arctiques.
- An-71 (Code OTAN : Madcap) : Variante AWACS.

## Sources
- Pierre Gaillard, Avions et hélicoptères militaires d'aujourd'hui, Clichy, Éditions Larivière, coll. « Docavia » (no 39), 1999, 304 p. (ISBN 978-2-907051-24-8 et 978-2-907-05124-8, BNF 37045558).
- René Jacquet-Francillon, Du Comet à l'A380 : Histoire des avions de ligne à réaction, Clichy, Larivière, coll. « Docavia » (no 53), avril 2005, 445 p. (ISBN 2-84890-047-4, EAN 9782848900476), p. 348-351
- AN-74T-200A INFO
- AN-74TK-300D INFO

### Développement lié
- Boeing YC-14

### Ordre de désignation
An-70 - An-71 - An-72 - An-74

### Variantes
- Antonov An-71
- Antonov An-74